# Mana (Spiele)

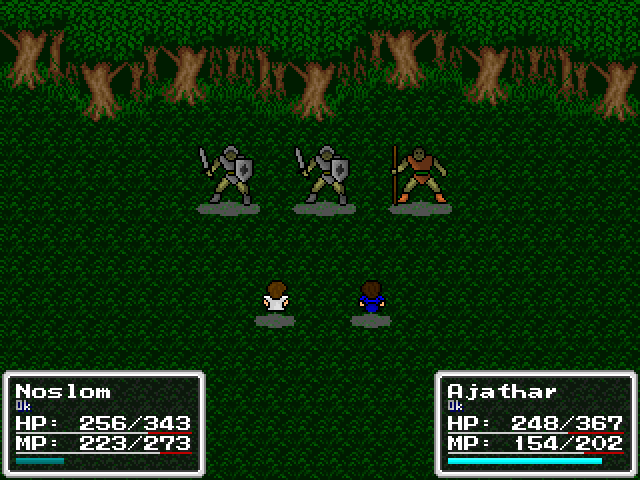
Screenshot vom Rollenspiel KQ. In den Boxen unten ist die Anzahl der verbleibenden Lebenspunkte (HP) und Mana (MP) der beiden Spieler dargestellt

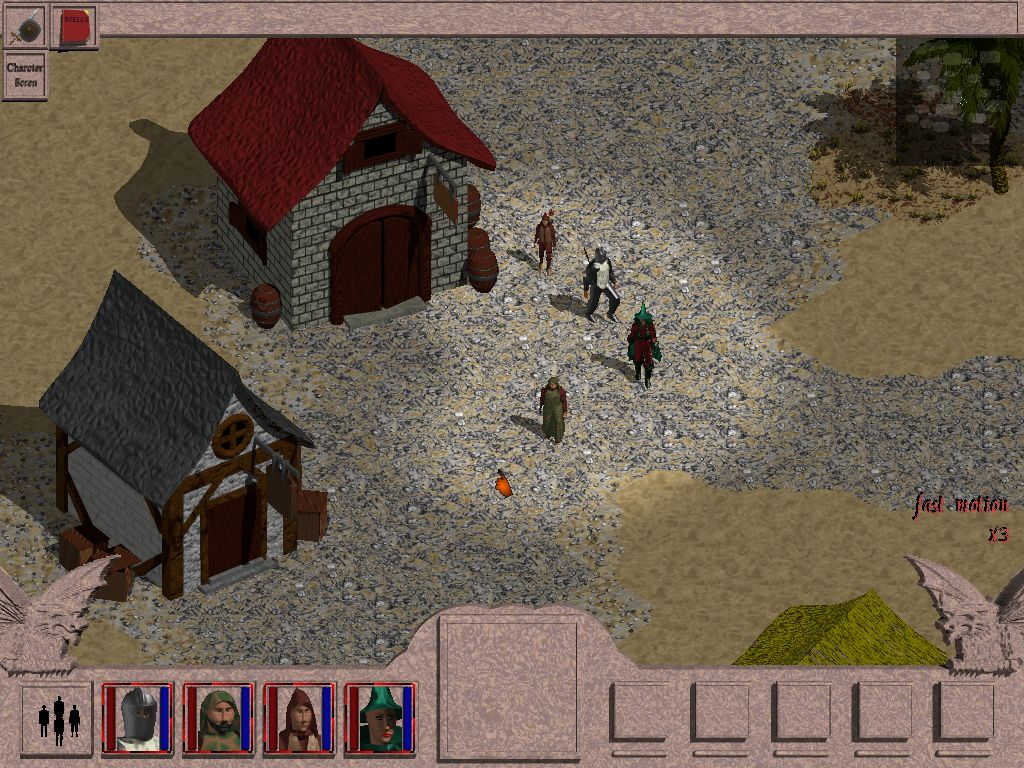
Trefferpunkte (roter Balken) und Mana (blau) bei Tales of Trolls & Treasures

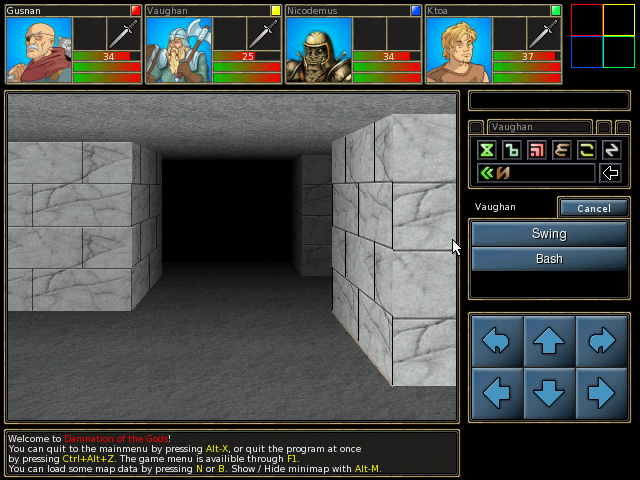
Lebensenergie-, Ausdauer- und Manabalken bei Damnation of Gods, einem Clone von Dungeon Master

Als Mana (von hawaiisch Mana „Macht“) wird im Fantasy-Genre (vor allem Rollen- und Sammelkartenspiele) eine Form von spiritueller Energie bezeichnet, die zur Anwendung von Magie von dazu befähigten Charakteren genutzt werden kann. Weitere Bezeichnungen sind Astralenergie, Astralpunkte, Magicka oder Magiepunkte.

## Beschreibung
Anmerkung: Es gibt verschiedene Umsetzungen und konkurrierende Varianten von Magiesystemen. Daher kann die Verwendung, Darstellung und Bezeichnung in einzelnen Spielen abweichen.

### Funktion und Anwendungskonzept
Bei vielen gängigen Spielen erfordert jeder Zauber eine bestimmte Menge an Mana, die bei Gebrauch umgehend vom Manavorrat des Protagonisten des Spiels abgezogen wird. Ist die geforderte Mana-Menge nicht (mehr) vorrätig, kann der gewünschte Zauber nicht aktiviert werden. Je stärker ein Zauber ist, desto mehr Mana verbraucht er. Dadurch soll verhindert werden, dass der Spieler es zu leicht hat, seine Gegner zu besiegen.

### Regeneration von Mana
In den meisten Fantasy- und Computer-Rollenspielen kann Mana mittels bestimmter Items (z. B. Mana-Tränke) wiederhergestellt werden. In vielen Rollenspielen (z. B. Massively Multiplayer Online Role-Playing Games), wie zum Beispiel World of Warcraft, besitzen Zauberer oder bestimmte Rassen die Eigenschaft der Selbstregenerierung, ihr Mana erholt sich also nach und nach von selbst. Eine vollständige Auffüllung entsteht in der Regel, wenn der Charakter vollständig ruht, sofern dies möglich ist, oder durch Tränke o. ä.
Ausrüstungsgegenstände (wie Ringe), Charakterzustände (wie Vergiftung), Verzauberungen, bestimmte Gebiete und Ähnliches können die Regenerationsgeschwindigkeit sowohl positiv als auch negativ beeinflussen, sie verhindern oder gar den Manavorrat dezimieren. Eine direkte Beeinflussung von Manawerten auch auf die Lebenspunkte ist meist nicht der Fall.
Im Allgemeinen steht im weiteren Spielverlauf durch einen Stufenaufstieg eine höhere Menge an Mana zur Verfügung, zudem können meist stärkere Zaubersprüche erlernt werden.

### Darstellungsformen
In der Rollenspielwelt hat sich die Tradition entwickelt, den Vorrat an verfüg- und einsetzbarem Mana in Gestalt eines blauen Energiebalkens darzustellen, der sich bei Zaubergebrauch nach und nach leert. In einigen Fällen wird die noch vorhandene Menge in Prozenten angegeben und berechnet. Ein Beispiel hierfür ist World of Warcraft, in dem sich – unmittelbar nach Aufruf eines Zaubers – das angewählte Aktionsicon grau färbt und innerhalb einer bis mehrerer Sekunden wieder „aufgeladen“ wird. Der Manavorrat wird in Prozenten berechnet und sinkt, je nach Level des zuvor aufgerufenen Zaubers, um wenige bis einige Prozent. Ist der Mana-Balken leer (auf 0 % gesunken), kann nicht mehr von den erlernten Zaubersprüchen gezaubert werden, in vielen Spielen können jedoch direkte Zauberrollen vom Inventar eingesetzt werden.
Auch in anderen MMORPGs bleibt es meist bei der Darstellungsform blauer Balken – die Lebenspunkteleiste ist meist grün oder rot gehalten, um sie vom Mana sichtbar abzugrenzen. Mana unterscheidet sich daher von sogenannten Magic Points (MP), für die eigens Punktekonten unterhalten werden müssen.
Einige Spiele, wie Diablo und Sacred verwenden auch kreisförmige Mana-Anzeigen, teils separat für einzelne Zaubersprüche, die unterschiedlich schnell regenerieren können.

## Alternativen
Das Rollenspiel-Regelwerk Dungeons & Dragons baut auf dem sogenannten vancianischen Magiesystem auf, benannt nach dem Autor Jack Vance, der das Prinzip erstmals 1950 in seiner Kurzgeschichte Mazirian the Magician innerhalb der Fantasy-Buchreihe The Dying Earth vorstellte. Es kommt vollständig ohne Manapunkte aus und basiert stattdessen auf dem Memorieren von Zaubern, die sich nach dem Aussprechen jedoch verbrauchen.
Ein alternatives Modell in Computerspielen ist die sogenannte Cooldown, wonach ein Zauber nach der Anwendung erst nach einer gewissen Pause wieder zur Verfügung steht. Abklingzeiten können mit dem Mana-Prinzip kombiniert werden.